# Травневе (Сватівський район)
Травневе (до 2016 року — Первома́йськ) — село в Україні, у Сватівській міській громаді Сватівського району Луганської області. Населення становить 490 осіб. Орган місцевого самоврядування — Первомайська сільська рада.
4 лютого 2016 року Верховна Рада України ухвалила постанову про перейменування окремих населених пунктів та районів (№ 3854): село Первомайськ перейменовано на Травневе.

## Персоналії
- Рогальов Петро Леонтійович — Герой Радянського Союзу.